# Cantone di Lure-Sud
Il Cantone di Lure-Sud era una divisione amministrativa dell'arrondissement di Lure.
A seguito della riforma approvata con decreto del 17 febbraio 2014, che ha avuto attuazione dopo le elezioni dipartimentali del 2015, è stato soppresso.

## Composizione
Comprendeva parte della città di  Lure e i comuni di:
- Andornay
- Arpenans
- Les Aynans
- Frotey-lès-Lure
- Lyoffans
- Magny-Danigon
- Magny-Jobert
- Magny-Vernois
- Moffans-et-Vacheresse
- Mollans
- Palante
- Roye
- Le Val-de-Gouhenans
- Vouhenans
- Vy-lès-Lure